# Hucqueliers
Hucqueliers település Franciaországban, Pas-de-Calais megyében. Lakosainak száma 490 fő (2022. január 1.). Hucqueliers Bourthes, Preures, Bimont, Maninghem és Wicquinghem községekkel határos.

## Népesség
A település népességének változása:
| Lakosok száma | 523  | 491  | 506  | 464  | 451  | 443  | 454  | 472  | 490  |
|               | 2013 | 2015 | 2016 | 2017 | 2018 | 2019 | 2020 | 2021 | 2022 |